# Osoño
Osoño (llamada oficialmente San Pedro de Osoño) es una parroquia y un lugar del municipio español de Villardevós, en la provincia de Orense, Galicia.

## Organización territorial
La parroquia está formada por siete entidades de población, constando cinco de ellas en el nomenclátor del Instituto Nacional de Estadística español:
- Bemposta (A Bemposta)
- Cavadas
- Devesa
- Hospital (O Hospital)
- O Peto
- Osoño
- Veiga das Meas (A Veiga das Meás)

## Demografía

### Parroquia
| Gráfica de evolución demográfica de Osoño (parroquia) entre 2000 y 2023 |
|                                                                         |
| Datos según el nomenclátor publicado por el INE.                        |

### Lugar
| Gráfica de evolución demográfica de Osoño (lugar) entre 2000 y 2023 |
|                                                                     |
| Datos según el nomenclátor publicado por el INE.                    |